# Бурски ратови
Бурски ратови (енгл. Boer Wars, афр.  — „Ратови за слободу”) била су два ратна сукоба између Бура и Британског царства у Јужној Африци који су се водили крајем 19. века до 1902. године.

## Узроци
Почетком осамдесетих година Дизраелијев кабинет је повео рат против Бура у јужној Африци. Бури (данас Африканери) су били махом холандски досељеници, а у мањој мери француски хугеноти, који су се у 18. веку доселили на просторе данашње Јужноафричке републике (Источни Кејп). Реч „бур“ на холандском значи „сељак“. Португалски истраживач Бартоломео Дијаз први је допловио на ове просторе 1487. године. Холандска источноиндијска компанија основала је 1652. године трговачку станицу на Рту добре наде. Бури се у 17. и 18. веку шире на рачун афричког домородачког становништва, Хотентота и Бушмана. Овакво стање трајало је до избијања Наполеонових ратова. Последњи штатхолдер Низоземске републике, Виљем V Орански, напустио је континент под притиском француских трупа почетком 1795. године, када је на просторима Низоземске основана Батавијска република. Као вазална Наполеонова држава, Батавијска република са својом флотом ратује против Енглеске. У овом рату Холандија губи готово све колоније, укључујући и Кејпску колонију. По склапању примирја 1803. године, Кејпска колонија враћена је Холанђанима, али су је Енглези поново заузели 1806. године. На Бечком конгресу, Кејпска колонија припала је Енглезима који су Краљевини Холандији исплатили 6 милиона фунти одштете. Бури су били незадовољни под британском управом; 1827. године енглески језик заменио је холандски као званични језик Кејпске колоније, а 1834. године укинуто је ропство. Бури су тако изгубили своје хотентотске и бушманске робове, а нису имали довољно новца да унајме представника који би их заступао у Лондону. Под притиском Енглеза, Бури се селе ка северу и 1839. године оснивају Републику Натал која је анектирана већ 1843. године од стране Енглеза. Бури се насељавају на северу данашње Јужноафричке републике где 1852. године стичу признање независности од Енглеза са којима је споразум потписао Андрис Преторијус . Тако је настала Република Трансвал која је 1880. године ушла у рат са Британијом. Република Орање настала је 1854. године након британског признавања независности споразумом у Блумфонтејну. Република Орање налазила се јужно од Републике Трансвал.

## Први бурски рат
Први бурски рат био је ратни сукоб између Бура из Јужноафричке Републике Трансвал и Британског царства који се водио од 20. децембра 1880. до 23. марта 1881. године. Бури су у том рату победили и учврстили своју независност.
Узрок рата је Британска окупација Трансвала 1877. године. Почетком седамдесетих година у јужној Африци, у Кимберли, на територији насељеној Бурима (република Оранж) откривена су богата налазишта дијаманата. Још раније, педесетих година, у Трансвалу, у планини Дракенберг, откривено је злато. Гледстон је ову област одузео републици Орање. Дизраели је 1877. године у интересу индустријалаца присајединио Трансвал Енглеској. Рат је избио нападом Бура на британске гарнизоне у већим местима. Бурске снаге предводио је генерал Пит Жубер. Британске снаге поражене су у три велике битке, након чега је британска војска морала да се 1881. године повуче уз тешке губитке. Одлучујућа битка вођена је на брду Маџуба 1881. године. Енглеска војска тешко је поражена. Британска влада затражила је преговоре који су завршени потписивањем мировног споразума у Преторији 3. августа 1881. године. Трансвалу је поново призната независност (под британским суверенитетом, односно правом интервенције бритнаске владе у односима бурских власти према црних становника).

## Други бурски рат
Други бурски рат био је пуно дужи и већи ратни сукоб између двеју бурских република: Слободне Државе Орање и Јужноафричке Републике Трансвал и Британског царства, који се водио од 1899. до 1902. године. У том сукобу победили су Британци, бурске републике престале су да постоје и постале су британске колоније са извесним степеном аутономије. Рат се одвијао са промењивом ратном срећом, уз велик број жртава. Након пораза у отвореним фронталним сукобима, Бури су прешли на герилско ратовање, због чега су Британци применили тактику спаљене земље и концентрационих логора за цивилно бурско становништво, како би на тај начин спречили логистичку подршку бурским герилцима.

Други бурски рат је био највећи рат кога је Британија водила између Наполеонових ратова и Првог светског рата . Други бурски рат наставак је Првог бурског рата, а избија из истих разлога; жеља Британаца да заузму богата налазишта племенитих метала, али и жеља за осветом за пораз у претходном рату. Британија тражи промену устава Трансвала и давање већих права британским грађанима у републици (уитлендерсима). Британски представник у Кејпској колонији одбио је преговоре са трансвалском владом и почео је окупљати снаге за рат. Бури на почетку рата односе победе у неколико битака и заузимају неке веће градове. Међутим, Британци су се опоравили 1900. године и заузели најпре Блумфонтејн (престоницу Орања), а затим и Преторију (престоницу Трансвала). Бури у наставку рата воде герилску борбу којом наносе Енглезима велике губитке. Исцрпљени Бури прихватили су губитак независности 1902. године споразумом у Веринигингу. Оранж и Трансвал престали су да постоје.